# Terre-Natale

Terre-Natale este o comună în departamentul Haute-Marne din nord-estul Franței. În 2009 avea o populație de 383 de locuitori.

## Evoluția populației
| An        | 1975 | 1982 | 1990 | 1999 | 2006 | 2009 |
| --------- | ---- | ---- | ---- | ---- | ---- | ---- |
| Populație | 505  | 463  | 444  | 443  | 380  | 383  |